# Ciężkowice
Ciężkowice é um município da Polônia, na voivodia da Pequena Polônia e no condado de Tarnów. Estende-se por uma área de 9,99 km², com 2 478 habitantes, segundo os censos de 2016, com uma densidade de 248,0 hab/km².